# Međurača
Međurača es una localidad de Croacia en el municipio de Nova Rača, condado de Bjelovar-Bilogora.

## Geografía
Se encuentra a una altitud de 110 m s. n. m. a 96 km de la capital nacional, Zagreb.

## Demografía
En el censo 2011 el total de población de la localidad fue de 330 habitantes.
| Gráfica de población de Međurača 1857-2011                          |
|                                                                     |
| Según los censos de población de la oficina estadística de Croacia. |